# Zbigniew Tucholski
Zbigniew Ivarr Tucholski (ur. 27 listopada 1975 w Warszawie) – polski naukowiec, historyk techniki, profesor instytutu w Instytucie Historii Nauki Polskiej Akademii Nauk. Redaktor naczelny „Kwartalnika Historii Nauki i Techniki”.

## Życiorys
Jest synem piosenkarki Anny German-Tucholskiej i inżyniera Zbigniewa Antoniego Tucholskiego. Uczył się w Szkole Podstawowej nr 176 w Warszawie.
Absolwent bibliotekoznawstwa i historii na Uniwersytecie Warszawskim. Pracował jako asystent w Katedrze Transportu Szynowego Wydziału Transportu Politechniki Śląskiej w Katowicach.
Na podstawie dysertacji Polskie Koleje Państwowe jako środek transportu wojsk Układu Warszawskiego. Technika w służbie doktryny uzyskał w czerwcu 2008 roku stopień naukowy doktora nauk humanistycznych. Zatrudniony od 2009 roku w Instytucie Historii Nauki Polskiej Akademii Nauk, gdzie w 2016 r. uzyskał stopień naukowy doktora habilitowanego nauk humanistycznych na podstawie dysertacji Profesor Antoni Xiężopolski. Twórca polskiej szkoły budowy lokomotyw.
Był szefem Polskiego Towarzystwa Miłośników Kolei Wąskotorowych. Współpracował z Muzeum Kolejnictwa. Obecnie jest rzeczoznawcą w Ministerstwie Kultury i Dziedzictwa Narodowego.

## Odznaczenia i wyróżnienia
W 2016 roku otrzymał Nagrodę im. Jana Jędrzejewicza za monografię Profesor Antoni Xiężopolski. Twórca polskiej szkoły budowy lokomotyw wydaną w 2015 roku przez Bibliotekę Główną Politechniki Warszawskiej. Doceniono nowatorstwo pracy, wykorzystanie bogatej bazy źródłowej, umieszczenie biografii tytułowego bohatera w szerokim kontekście historycznym przełomu XIX i XX wieku.
W 2025 otrzymał Złoty Krzyż Zasługi.

## Napisane książki
- Kolej Leśna Lipa-Biłgoraj 1941-1983[7]
- Irma Martens-Berner: Człowieczy los. Wspomnienia matki Anny German. Dodatek I. Zbigniew I. Tucholski: Historia kolonii menonitów Kubań Wohldemfürst/Wielikokniażeskoje i Alexanderfeld/Aleksandrodar. Konsultantami książki byli syn piosenkarki Zbigniew I. Tucholski i jej mąż, Zbigniew A. Tucholski. ISBN 978-83-7295-299-8.
- Polskie Koleje Państwowe jako środek transportu wojsk Układu Warszawskiego
- Profesor Antoni Xiężopolski. Twórca polskiej szkoły budowy lokomotyw[8]. Biblioteka Główna Politechniki Warszawskiej, Warszawa 2015
- Koleje Wrocławsko-Trzebnicko-Prusicka, Żmigrodzko-Milicka 1894–1945, Wrocławska kolej wąskotorowa 1945–1991 autorzy Janusz Gołaszewski, Michał Jerczyński, Tomasz Pol, Michał Zajfert, Zbigniew Tucholski
- Nasielska Kolej Wąskotorowa. Wyd. „Betezda”, Rybnik 2007, ISBN 978-8391525982.
- Dwa mosty Warszawy. 150 lat Mostu Kierbedzia i 100 lat Mostu Poniatowskiego autorzy Zbigniew Tucholski, Janusz Rymsza, Grażyna Waluga. ISBN 978-8363269609.
- Wiślane porty Warszawy. Historia infrastruktury żeglugi śródlądowej stolicy autorzy Anna Mistewicz, Zbigniew Tucholski. ISBN 978-83-63269-37-1.

Jest autorem artykułów w czasopiśmie „Świat Kolei” o historii techniki, ze szczególnym uwzględnieniem historii kolei.